# Olympische Sommerspiele 2012/Rhythmische Sportgymnastik
Bei den Olympischen Sommerspielen 2012 in der britischen Hauptstadt London wurden vom 28. Juli bis 14. August in der Wembley Arena zwei Wettbewerbe in der Rhythmischen Sportgymnastik ausgetragen. Wie in Peking 2008 gab es einen All-Around-Wettbewerb im Einzel und in der Gruppe für Frauen.

## Wettbewerbe und Zeitplan

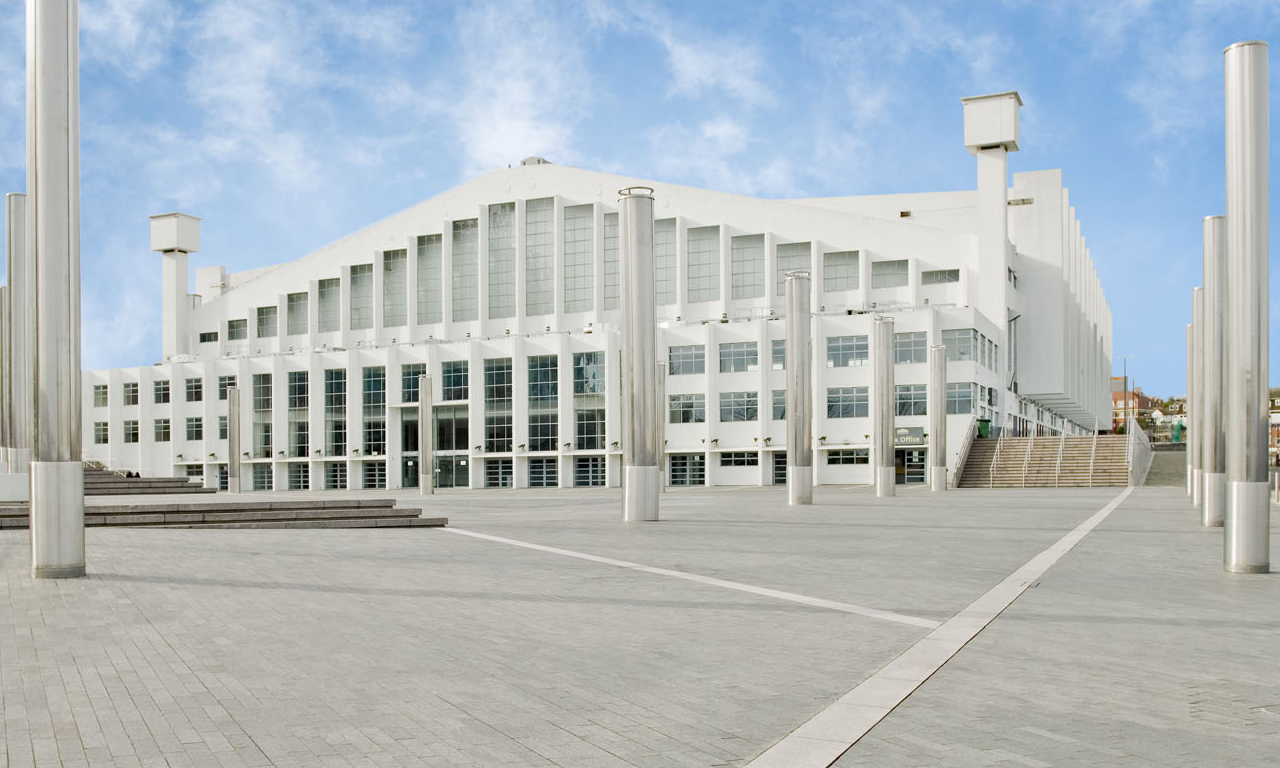
Wembley Arena – Austragungsort der Wettbewerbe in der Rhythmischen Sportgymnastik

| Wettbewerbe und Zeitplan Rhythmische Sportgymnastik | Wettbewerbe und Zeitplan Rhythmische Sportgymnastik | Wettbewerbe und Zeitplan Rhythmische Sportgymnastik | Wettbewerbe und Zeitplan Rhythmische Sportgymnastik | Wettbewerbe und Zeitplan Rhythmische Sportgymnastik |
| Wettbewerbe                                         | August                                              | August                                              | August                                              | August                                              |
| Frauen                                              | 9.                                                  | 10.                                                 | 11.                                                 | 12.                                                 |
| --------------------------------------------------- | --------------------------------------------------- | --------------------------------------------------- | --------------------------------------------------- | --------------------------------------------------- |
| Einzel All-Around                                   |                                                     |                                                     |                                                     |                                                     |
| Gruppe All-Around                                   |                                                     |                                                     |                                                     |                                                     |

|  | Qualifikation |  | Finale |

## Ergebnisse

### Einzel
| Platz | Land | Sportlerin            | Punkte  |
| ----- | ---- | --------------------- | ------- |
| 01    | RUS  | Jewgenija Kanajewa    | 116,900 |
| 02    | RUS  | Darja Dimitrijewa     | 114,500 |
| 03    | BLR  | Ljubou Tscharkaschyna | 111,700 |
| 04    | AZE  | Aliyə Qarayeva        | 111,575 |
| 05    | KOR  | Son Yeon-jae          | 111,475 |
| 06    | UKR  | Alina Maksymenko      | 109,625 |
| 07    | ISR  | Neta Rivkin           | 109,000 |
| 08    | BUL  | Silwija Mitewa        | 108,950 |
| 09    | POL  | Joanna Mitrosz        | 108,900 |
| 10    | UKR  | Hanna Risatdinowa     | 107,400 |

Finale: 11. August 2012

### Gruppe
| Platz | Land | Sportlerinnen | Punkte |
| ----- | ---- | --- | ------ |
| 1     | RUS  | Anastassija Blisnjuk Uljana Donskowa Xenija Dudkina Alina Makarenko Anastassija Nasarenko Karolina Sewastjanowa            | 57,000 |
| 2     | BLR  | Maryna Hantscharowa Anastassija Iwankowa Natalija Letschtyk Aljaksandra Narkewitsch Ksenija Sankowitsch Alina Tumilowitsch | 55,500 |
| 3     | ITA  | Elisa Blanchi Romina Laurito Marta Pagnini Elisa Santoni Angelica Savrayuk Andreea Ștefănescu                              | 55,450 |
| 4     | ESP  | Loreto Achaerandio Sandra Aguilar Elena López Lourdes Mohedano Alejandra Quereda Lidia Redondo                             | 54,950 |
| 5     | UKR  | Olena Dmytrasch Jewhenija Homon Walerija Hudym Wiktorija Lenyschyn Wiktorija Masur Switlana Prokopowa                      | 54,375 |
| 6     | BUL  | Reneta Kamberowa Michaela Maewska Zwetelina Najdenowa Elena Todorowa Hristiana Todorowa Katrin Welkowa                     | 54,375 |
| 7     | JPN  | Natsuki Fukase Airi Hatakeyama Rie Matsubara Rina Miura Nina Saeedyokota Kotono Tanaka                                     | 54,100 |
| 8     | ISR  | Moran Buzovski Viktoriya Koshel Noa Palatchy Marina Shults Polina Zakaluzny Eliora Zholkovski                              | 53,400 |

Finale: 12. August 2012

## Medaillenspiegel
| Platz | Land     | G | S | B | Gesamt |
| ----- | -------- | - | - | - | ------ |
| 1     | Russland | 2 | 1 | – | 3      |
| 2     | Belarus  | – | 1 | 1 | 2      |
| 3     | Italien  | – | – | 1 | 1      |
| Total | Total    | 2 | 2 | 2 | 6      |

## Qualifikation

### Qualifikationskriterien
Es werden 96 Athletinnen an den Wettbewerben teilnehmen, darunter 24 Einzelstarterinnen und zwölf Gruppen mit jeweils sechs Athletinnen. Hauptqualifikationswettkampf waren die Weltmeisterschaften 2011, die vom 19. bis 25. September 2011 in Montpellier stattfanden. Darüber hinaus wurde vom 16. bis 18. Januar 2012 in London erstmals ein zweiter Qualifikationswettkampf veranstaltet. Jedes NOK kann maximal zwei Einzelstarterinnen und eine Gruppe zum Einsatz bringen.
Im Einzel qualifizierten sich die besten 15 Athletinnen der Weltmeisterschaften direkt. Aus dem Qualifikationswettkampf kamen dann weitere fünf Athletinnen hinzu. Die verbleibenden vier Startplätze vergab die Internationale Turn-Föderation (FIG) nach Abschluss der Qualifikation an nicht repräsentierte Kontinentalverbände (USA, Ägypten, Australien) und den Gastgeber. Für die Wettbewerbe in der Gruppe qualifizierten sich die sechs besten Gruppen der Weltmeisterschaften sowie die vier besten Teams des Qualifikationswettkampfs. Die zwei verbleibenden Startplätze vergab die FIG an einen nicht repräsentierten Kontinentalverband (Kanada) und den Gastgeber. Um die Nominierung der Mannschaft des Gastgebers gab es Kontroversen. Der britische Verband lehnte eine Nominierung zunächst ab, da die Mannschaft beim Qualifikationswettkampf eine vom Verband festgelegte Mindestpunktzahl nicht erreichte. Die Athletinnen klagten erfolgreich gegen diese Entscheidung vor einem Schiedsgericht, so dass sie ihre Nominierung schließlich erzwangen.

### Gewonnene Quotenplätze
| Gewonnene Quotenplätze nach NOKs | Gewonnene Quotenplätze nach NOKs | Gewonnene Quotenplätze nach NOKs | Gewonnene Quotenplätze nach NOKs |
| Nationen                         | Einzel                           | Gruppe                           | Athletinnen Gesamt               |
| -------------------------------- | -------------------------------- | -------------------------------- | -------------------------------- |
| Ägypten                          | 1                                |                                  | 1                                |
| Aserbaidschan                    | 1                                |                                  | 1                                |
| Australien                       | 1                                |                                  | 1                                |
| Bulgarien                        | 1                                | 1                                | 7                                |
| China                            | 1                                |                                  | 1                                |
| Deutschland                      | 1                                | 1                                | 7                                |
| Frankreich                       | 1                                |                                  | 1                                |
| Griechenland                     |                                  | 1                                | 6                                |
| Großbritannien                   | 1                                | 1                                | 7                                |
| Israel                           | 1                                | 1                                | 7                                |
| Italien                          | 1                                | 1                                | 7                                |
| Japan                            |                                  | 1                                | 6                                |
| Kanada                           |                                  | 1                                | 6                                |
| Kasachstan                       | 1                                |                                  | 1                                |
| Österreich                       | 1                                |                                  | 1                                |
| Polen                            | 1                                |                                  | 1                                |
| Russland                         | 2                                | 1                                | 8                                |
| Spanien                          | 1                                | 1                                | 7                                |
| Südkorea                         | 1                                |                                  | 1                                |
| Ukraine                          | 2                                | 1                                | 8                                |
| USA                              | 1                                |                                  | 1                                |
| Usbekistan                       | 1                                |                                  | 1                                |
| Weißrussland                     | 2                                | 1                                | 8                                |
| Zypern                           | 1                                |                                  | 1                                |
| Quotenplätze Gesamt              | 24                               | 12                               | 96                               |